# Ik kom wat later naar Madra
Ik kom wat later naar Madra is een film uit 1965 van de Nederlandse regisseur Adriaan Ditvoorst.
Deze debuutfilm is de meest geprezen film uit het oeuvre van Ditvoorst en werd onderscheiden met diverse prijzen.
Het verhaal gaat over een soldaat, nr. 14 genaamd, die tegen zijn zin in toch zijn dienstplicht moet vervullen. Tijdens een militaire cursus krijgt hij ineens een telefoontje dat zijn vriendin een ongeluk heeft gehad. Ze ligt in het ziekenhuis van Madra. De soldaat wil verlof vragen, maar krijgt dit niet. Hij ontsnapt uit de kazerne en rent naar het station om daar de trein naar Madra te nemen. Hij mist de trein en besluit te gaan liften. Terwijl hij langs de snelweg loopt, ziet een legerofficier hem. De soldaat slaat hem neer en even later stapt hij in een stoppende auto.
Tijdens de rit naar Madra heeft de soldaat een uitvoerig gesprek over de huidige situatie in het land. Ook krijgt hij tijdens de autorit twee flashbacks: een met hem en zijn vriendin, en over zijn jeugd met zijn ouders. Die middag arriveert de soldaat in het ziekenhuis van Madra. Hier wordt hem verteld dat niemand van hem of van zijn vriendin gehoord heeft. De soldaat loopt het ziekenhuis uit. Vervolgens zijn we weer bij de legerofficier, het neerslaan en het meerijden bleek gewoon een gedachte te zijn. Hij gaat met de officier mee, en belandt wegens desertie in de cel. In de cel krijgt hij weer een vreemde droom, waarin zijn vriendin het auto-ongeluk krijgt. Ook ziet hij hoe zijn vriendin begraven wordt.
Die volgende ochtend wordt hij wegens desertie veroordeeld door de legerleiding tot een celstraf van drie weken. De soldaat merkt op: "beter een vrij man met een naam in de cel, dan een soldaat met een nummer in een uniform". De soldaat loopt weg, begeleid door bewakers, op weg naar zijn cel. Hij trekt zijn uniform uit en gooit zijn armen in de lucht. In een voice-over horen we dat de vriendin volkomen genezen was van haar operatie in het ziekenhuis van Madra. De camera zoomt uit, en we zien nu dat de legerkazerne een decor is, en dat een filmcamera het hele tafereel vastlegt.

## Rolverdeling
| Acteur           | Personage |
| ---------------- | --------- |
| Hans Oosterhuis  | soldaat   |
| Yvonne Grosfeld  |           |
| Chris Baay       |           |
| Maxim Hamel      |           |
| Rudi Falkenhagen |           |